# چشم‌انداز گروهی
اصطلاح چشم‌انداز گروهی یا چشم‌انداز جمعی (به انگلیسی: Collective landscape) توسط سر جفری جلیکو برای طراحی چشم‌انداز و برنامه‌ریزی چشم‌انداز معرفی شد. او روی جلد کتابش نوشت:
چشم‌انداز انسان، که جهان در حال حرکت به مرحله‌ای است که طراحی چشم‌انداز به خوبی ممکن است به عنوان جامع‌ترین هنر شناخته شود. انسان در پیرامون خود محیطی ایجاد می‌کند که فرافکنی در طبیعت ایده‌های انتزاعی او است. تنها در قرن حاضر است که چشم‌انداز گروهی به عنوان یک ضرورت اجتماعی پدیدار شده‌است. ما در حال ترویج هنر چشم‌انداز در مقیاسی هستیم که در تاریخ تصور نشده‌است.
بنابراین، «چشم‌انداز گروهی» به‌عنوان چشم‌اندازی شناخته می‌شود که:
- در ناخودآگاه جمعی وجود دارد.
- مانند سایر کالاهای همگانی متعلق به هیچ فردی نیست.